# Association olympique jamaïcaine
Le Comité olympique jamaïcain, en anglais Jamaica Olympic Association, est le comité national olympique représentant la Jamaïque auprès du Comité international olympique (CIO).

## Histoire
Le Comité olympique jamaïcain est créé en 1936. Les Jeux de 1940 et de 1944 sont annulés à cause de la Seconde Guerre mondiale et la première participation olympique de la Jamaïque a lieu aux Jeux d'été de 1948 à Londres, au Royaume-Uni. Le comité olympique jamaïcain est également responsable de la participation du pays aux Jeux du Commonwealth.